# 狩野茉莉
狩野茉莉（9月29日—），日本的女性声优，东京都出身。2006年3月从日本旁白演技研究所毕业、同年4月为ArtsVision所属。

## TV动画
2005年
- 魔法老师（鸣泷史伽）

2006年
- 键姬物语（桐原吉良叶）
- 惡靈系列
- 我的裘可妹妹
- 魔法老师（鸣泷史伽） - 亦担当第8话ED的提供插畫。
- 声优白皮书

2009年
- 第一神拳 New Challenger

2011年
- +tic模型姊姊姐姐
- OVA魔法老師系列（鸣泷史伽）

2017年
- 悠久持有者：魔法老師！ 第2部（鳴瀧史伽）

## 剧场版动画
- 剧场版魔法老师（ANIME FINAL鸣泷史伽）

## WEB动画
- +tic模型姊姊（女孩）

## 游戏
- 太鼓达人 《白鸟の湖〜still a duckling〜》歌唱
- 魔法老师系列鸣泷史伽

## 外部連結
- まりまりのぶろぐ （页面存档备份，存于）（日語）
- 事務所公開簡歷（日語）
- 狩野茉莉的X（前Twitter）（日語）